# Aron Kuta Baro
Aron Kuta Baro is een bestuurslaag in het regentschap Pidie van de provincie Atjeh, Indonesië. Aron Kuta Baro telt 163 inwoners (volkstelling 2010).